# Ducado de Luxemburgo
El Ducado de Luxemburgo (en neerlandés: Luxemburg; en francés: Luxembourg; en alemán: Luxemburg; en luxemburgués: Lëtzebuerg) fue estado del Sacro Imperio Romano Germánico, la patria ancestral de la Casa de Luxemburgo. La Casa de Luxemburgo se convirtió en una de las fuerzas políticas más fuertes en el siglo XIV, compitiendo contra la Casa de Habsburgo por la supremacía en Europa Central. Ellos fueron los herederos de los Premislidas en el Reino de Bohemia, subsiguiente del Reino de Hungría y contribuyendo con Emperadores hasta que su línea masculina acabó y la casa de Habsburgo recibió los territorios que habían recibido las dos casa reales en el Tratado de Brünn en 1364.

## Historia
El Ducado de Luxemburgo (luxemburgués: Lëtzebuerg, alemán: Luxemburg) era un estado del Sacro Imperio Romano, la patria ancestral de la Casa de Luxemburgo. La Casa de Luxemburgo, ahora en realidad el duque de Limburgo, se convirtió en una de las fuerzas políticas más importantes en el siglo XIV, rivalizando con la Casa de Habsburgo por la supremacía de Europa Central. Ellos serían los herederos de la dinastía Premislidas en el Reino de Bohemia, les sucedieron en el Reino de Hungría, y contribuyeron con cuatro emperadores del Sacro Imperio Romano, hasta que su propia línea masculina se extinguió y la Casa de Habsburgo, consiguió sus territorios, como las dos Cámaras habían acordado en el Tratado de Brünn en 1364.
En 1411, Segismundo de Luxemburgo perdió el ducado en favor de su sobrina Isabel de Görlitz porque él dejó de pagar un préstamo. Isabel después vendió el ducado al duque de Borgoña, Felipe el Bueno de la Casa de Valois-Borgoña, quien le pagó en 1444. Los duques de Borgoña habían adquirido previamente un número de otras posesiones en los Países Bajos, incluyendo Flandes, Artois, Henao, Brabante, Zelanda, Holanda, y Namur; Luxemburgo y estas otras posesiones de Borgoña en los Países Bajos se denominan conjuntamente, durante este período (1384-1482), como los Países Bajos borgoñones. La línea masculina de los duques de Borgoña se extinguió en 1477 cuando el hijo de Felipe Carlos el Temerario murió en la batalla de Nancy, dejando a su única hija María de Borgoña como su heredera. Después de su muerte, María se casó con el archiduque Maximiliano I de Habsburgo, quien más tarde se convirtió en emperador del Sacro Imperio; a partir de entonces los Países Bajos borgoñones cayeron bajo el dominio de la Casa de Habsburgo, comenzando de este modo el periodo de los Países Bajos de los Habsburgo (1482-1581). El ducado posteriormente sería parte de los Países Bajos Españoles, perdiendo algunas de sus villas (Carignan, Chauvency-le-Château, Damvillers, Marville, Montmédy o Thionville) durante la guerra franco-española que pasaron a Francia en 1659 por el tratado de los Pirineos. Durante la guerra de sucesión española permaneció en manos de los Borbones, pero fue cedido en 1714 conformando los Países Bajos Austríacos. Hasta que en 1795 sería anexionado a Francia.